# Enciclopèdia Columbia
L'Enciclopèdia Columbia és una enciclopèdia en un sol volum produïda per Columbia University Press i venuda pel Gale Group. Publicada per primera vegada el 1935, i continuant la seva important relació amb la Universitat de Colúmbia, l'enciclopèdia va passar per grans revisions el 1950 i 1963; l'edició actual és la 6a, impresa l'any 2000. Conté més de 51.000 articles amb un total de 6,5 milions de paraules i també s'ha publicat en dos volums.
Està disponible una versió electrònica de l'enciclopèdia i té llicència de diferents companyies per a ser usada en versió web. A diferència d'altres grans enciclopèdies en anglès, el contingut complet de l'enciclopèdia Columbia està disponible per a usuaris individuals sense pagament.